# Saint-Sauveur, Finistère

Saint-Sauveur este o comună în departamentul Finistère, Franța. În 1 ianuarie 2022 avea o populație de 827 de locuitori.